# Кадамба (письмо)
Кадамба — один из южноиндийских алфавитов. От письма кадамба произошел староканнадский алфавит (с влиянием алфавита грантха), и от которого, в свою очередь, произошли современные алфавиты дравидских языков каннада и телугу. От кадамбы, вероятно, произошли некоторые малайские письменности, через письменность венги.
Кадамба произошла от письма брахми во время правления династии Кадамба (325—500 г. до н. э.). Применялся для языков санскрит, каннада и маратхи.
Этим алфавитом написаны халмидские надписи, древнейшие записи на языке каннада.